# 鹿島瞳
鹿島 瞳（かしま ひとみ、1980年2月26日 - ）は、日本の水泳指導者、元女子競泳選手。本名：濵野 瞳（はまの・ひとみ）。

## 人物
東京都豊島区出身。日本大学文理学部体育学科卒。
東京立正高等学校在学中の1996年の日本水泳選手権の200mバタフライで1位となり、アトランタオリンピック日本代表となった。アトランタオリンピックでは100mで4位となったが得意の200mでは決勝に残れず14位に終わった。
1997年の世界短水路選手権200mバタフライで銀メダル、1998年のバンコクアジア大会では100m、200mでそれぞれ銅メダルを獲得した。
2000年シドニーオリンピックには出場できず、2001年の宮城国体を最後に引退した。
鹿島の現役当時のバタフライでは潜水泳法が認められており200mバタフライで日本記録を作ったが、同泳法が禁止となった4年後にその記録を三田真希が更新した。
引退後に結婚し、夫の実家がある和歌山県白浜町に移住した。現在は近隣の田辺市にあるタナベスポーツプラザでコーチとして指導に当たっているほか、オリンピアンであることから県水泳連盟でもジュニア世代の強化育成を担当している。
3学年間隔で産んだ2女2男も全員競泳選手であり、県水連のジュニア強化指定を受ける子もいる。本人が投稿するSNSの内容も、ほぼ4児の活動報告になっている。